# The Soul Purpose
The Soul Purpose er det første studiealbum udgivet af den Boston-baserede underground hiphop-duo 7L & Esoteric. Albummet udkom første gang i 2000 på cd med nedenstående sporliste samt tre bonusnumre: Hell When I Come Through (3:13), Brain In Gear (3:12) og Operating Solo (3:17). Albummet blev genudgivet med nedestående sporliste den 10. juli 2001 på cd og en anden sporliste på dobbelt-grammofonplade. Albummet er kun udkommet i USA.

## Sporliste
| Nr.           | Titel                     | Featuring                                      | Længde |
| ------------- | ------------------------- | ---------------------------------------------- | ------ |
| 1.            | "Dwight Spits Intro"      | Count Bass D                                   | 1:00   |
| 2.            | "Verbal Assault"          |                                                | 3:32   |
| 3.            | "Terror To Your Ear"      |                                                | 3:16   |
| 4.            | "Operating Correctly"     | Mr. Lif                                        | 4:31   |
| 5.            | "Call Me E.S."            |                                                | 3:27   |
| 6.            | "My Rhyme PT II"          |                                                | 0:59   |
| 7.            | "Jealous Over Nothing"    |                                                | 3:54   |
| 8.            | "Chain Reaction"          | Vinnie Paz (Jedi Mind Tricks)                  | 3:53   |
| 9.            | "Think Back"              |                                                | 3:19   |
| 10.           | "Interlude - Terra What?" |                                                | 0:42   |
| 11.           | "Mic Mastery"             |                                                | 3:35   |
| 12.           | "Public Execution"        | Celph Titled & Apathy                          | 4:13   |
| 13.           | "You Know The Concept"    |                                                | 4:10   |
| 14.           | "Speaking Real Words"     | Inspectah Deck                                 | 4:11   |
| 15.           | "First Letter"            |                                                | 1:13   |
| 16.           | "The Soul Purpose"        |                                                | 4:41   |
| 17.           | "Rep The Hardest"         |                                                | 4:01   |
| 18.           | "Play It Cool"            |                                                | 2:26   |
| 19.           | "Guest List"              |                                                | 3:35   |
| 20.           | "State Of The Art"        | Akrobatik, Cadence & Checkmark (Skitzofreniks) | 4:26   |
| Total længde: | Total længde:             | Total længde:                                  | 65:04  |